# 恋におちて (映画)
『恋におちて』（こいにおちて、Falling in Love ）は、1984年のアメリカ合衆国の恋愛映画。監督はウール・グロスバード、出演はロバート・デ・ニーロとメリル・ストリープなど。ニューヨークを舞台に、互いに家庭のある男女の「純粋な」不倫の恋を描いた作品。不倫恋愛映画の傑作とされるイギリス映画『逢びき』（1945年）のアメリカ版とも称されている。

## ストーリー
混雑するグランド・セントラル駅からマンハッタンの賑やかな通りに出ると、家族や恋人へのプレゼントを買う人々で街はごったがえしていた。ニューヨークのクリスマス・イヴのその日の夕方、大型書店リゾーリ (Rizzoli Bookstore)の客たちが往来する出口付近で、見知らぬ同士の男女（フランク・ラフティスとモリー・ギルモア）の手荷物がぶつかって散らばった。そして2人の買ったばかりの本（家庭園芸、ヨット関連の写真本）の手提げ袋（それぞれの妻や夫へのプレゼント）が知らぬ間に入れ替ってしまった。
ニューヨーク郊外のウエストチェスターに住む建築技師のフランクは、そのクリスマス・イヴから3か月後、ビル建築の現場に向かう通勤列車の中で、あの時リゾーリ書店でぶつかった女性（モリー）を偶然見かけた。電車を降りグランド・セントラル駅の改札口に向かう通路でフランクは彼女に声をかけ、本のことをお互い笑い合った。直感的に彼女のことを気に入ったフランクは、また彼女に会えることを期待し、夕方5時台の電車の時刻を調べたり、まだ名前も知らない彼女のことを職場の友人エドに話したりする。友人エドは妻とはもう冷えきった関係で他に愛人がいた。職場の上司がフランクにテキサス州ヒューストンへの赴任を持ちかけた。それはフランクの昇進のチャンスだったが、フランクは彼女とまた会うチャンスの方を選びたかった。
フランク同様、モリーの方も3か月前に書店でぶつかった男性に再び会い、彼になんとなくときめき好感を持った。フランクはその日の帰り、彼女にまた会えることを期待し、声かけの練習をしながらグランド・セントラル駅でウロウロしていた。そして再び列車の中で彼女の姿を偶然見つけ出すことができた。昇降口近くに立っている彼女に近寄ったフランクは、思いきって声をかけお互い自己紹介し合った。主婦のモリーは在宅で広告ポスターなどを描くグラフィックデザインの仕事をし、受注会社や、マンハッタンの病院に入院している父親の看護で列車を利用していた。また同じ列車になりたいと申し出るフランクに、内心とても嬉しいモリーは、フランクの降りるダブス・フェリー駅に着く直前、次に乗る予定の金曜日9時台の時刻を教えた。
その金曜日の朝の列車、アーズレイ駅から乗っているモリーは、隣の座席をフランクのために取っておいた。フランクは辛くもその列車にぎりぎり間に合い、2人でグランドセントラル駅までの時間を過ごした。フランクは早速その日にビル建設の職場から、モリーが父親を見舞っている病室に電話し、ウォール街で一緒にランチをした。2人はその後も、列車や駅のカフェなどで、お互いの家族のことなどを話し親しい友人のような関係になった。フランクの家族には、家庭菜園が趣味の冷静な性格の妻アンと、わんぱく盛りの5、6歳の男児2人がいた（アンは子供を望んではいなかったがフランクが欲しがって出来た子供だった）。モリーの夫のブライアンは医師で、モリーは1年前の出産後すぐ嬰児を亡くしたことを話し、子供を欲しがっていた。フランクとモリーは波長が合い、それぞれの配偶者からは得られないものをお互い感じていた。2人はただ顔を見合わせ列車や街で会っているだけでも楽しく幸せだった。
だんだんと綺麗になるモリーが恋をしていることに気づいた友人イザベル（デザインの受注会社にいる女性）は、モリーの恋がただの浮気や火遊びではなく、本物の恋であることに危うさを感じていた。イザベルにも夫がいたが夫婦関係は破綻し、イザベルは若い男たちとの肉体関係が豊富だった。ある日、モリーは父親の病状が危ないことを知ると、反射的にフランクに電話し彼の職場のビル現場で相談した。すでにそれほど衝動的にフランクに会いたくなる自分の不倫の心理に気づいたモリーは、もう自分たちが会ってはいけない立場なことをフランクに話した。苦渋するフランクは、タクシーに乗り込むモリーに夕方5時45分にグランド・セントラル駅で待っていて、と告げた。
モリーは駅でフランクを待っていた。だが、約束の時間が30分以上過ぎてもフランクはやって来なかった。急いで手間取る仕事を切り上げたフランクは、タクシーで一目散に駅に駆けつけた。たくさんの人々が往来する駅の雑踏の中、モリーの姿がなかなか見つからず、ちょうど発車した列車を見て諦めかけるフランクの後ろで、「フランク」と呼ぶモリーの声がした。振り向いたフランクには、もうモリーしか見えなかった。ずっと自分を待ち続けてくれていたモリーの元へ歩み寄ったフランクは、彼女を突然抱きしめキスをし「愛している」と言った。モリーもそのキスに応えフランクに強くしがみついた。2人の次の約束の日は、フランクの休日の日だった。フランクは急な仕事があると嘘をつき、子供たちとの野球観戦の約束を妻のアンに任せた。友人エドが離婚する理由を、「愛がなくなったかららしい」とフランクが話すと、「どこの夫婦にも愛なんかないのにね」と冷静なアンは言った。
その日、モリーはフランクと密会するための服選びで鏡の前で何着もとっかえひっかえ迷った。初めて出会ったリゾーリ書店で2人は待ち合わせし、あるアパートに入っていった。そこはエドが愛人との密会用に借りている部屋で、フランクに使っていいと言っていた場所だった。部屋に入ったフランクとモリーは、しばらくすると激しくキスし抱擁していった。着衣のままベッドに倒れお互いを求め合う愛撫の最中、モリーは突然、「できないわ、許して」と涙を流した。2人は一線を越えることなくそこに佇み、その後そのまま家路への列車に乗った。明日も会ってほしいと言うフランクに、モリーは苦しみの表情で、そうやって自分たちの会う間隔が縮まり関係がどんどん止まらなくなれば、やがてはお互いの家庭が崩壊してしまうことを話した。フランクが列車を降りると、そこにちょうど彼の子供たちと妻がいた。家族と帰るフランクの後ろ姿をモリーは苦しそうに列車の窓から眺めていた。
モリーが家の庭に着くと、父の死の連絡を夫のブライアンが告げた。父親の葬儀の当日、錯乱するように悲しみ夫になだめられ、家へ戻る車に押し込まれるモリーだったが、その悲しみの抵抗は父の死ではなく、フランクとの別れの辛さからだった。モリーはそれからしばらく精神状態が落ち込み、フランクへの想いで病床に臥せる日々だった。寝ても醒めてもフランクのことが頭から離れないモリーは、そのことを見舞いに来た友人のイザベルに吐露し、「こんなことなら（こんなに忘れられないなら）、いっそ彼と寝てしまえばよかった」と嘆いた。
モリーに会いたくて、モリーの父親が入院していた病室に電話をするフランクだったが、すでにそこは空き部屋で、通勤列車でモリーを見かけることもなくなった。モリーにもう会えないことを感じたフランクは、ヒューストンへ一家4人で赴任する決心を固めていた。それでもフランクの心はモリーのことばかり考え、またモリーが乗車しているかもしれない帰りの列車を何本も探し回って彷徨った。そんな帰宅時間が遅くなるフランクの様子に異変を感じていた妻のアンは、フランクからヒューストンの赴任の決心を聞かされた際、何か隠し事がないか質問した。アンの冷静な追及に押されたフランクは、通勤列車で出会った女性と付き合って何の過ちもなく別れたことを正直に告げた。その夫の苦悩の表情から、アンはその恋が本物であることを悟り、「何の関係（肉体関係）がない方がもっとひどい」と夫を平手打ちし、しばらく子供を連れて実家に帰ると言った。
妻アンと子供らが出ていったため、ヒューストンへは単身赴任となったフランクは、家を去るその夜、手荷物をまとめタクシーが来るのを待っていた。その間、フランクはどうしても最後にモリーの顔が見たくなり、モリーの家に電話をしてしまった。風呂にお湯を入れようとしていたモリーは、思わぬフランクからの電話に驚きながらも嬉しさに顔がほころんだ。しかし、「一目でも最後に会いたいから、今からすぐに家に来てくれないか」と言うフランクの懇願にとまどい、それは無理だと一旦電話を切った。夫のブライアンに電話の主を聞かれ、もう終わったのと答えるモリーに、「もう、それで終わったんだな」とブライアンは念押しした。
だがモリーは、居ても立っても居られなくなり、急いで靴とバックを持つと、制止する夫を振りきって、「お願い、さよならを言いに行かせて」と家を飛び出した。モリーが出て行った後、再びフランクは電話するが、電話口に出たブライアンから「もうモリーは眠っている。二度とかけてくるな」と言われてしまい諦めた。土砂降りの雨の中、フランクの家まで車を猛発進させるモリーは、警報器が鳴る踏切のところで危うく事故寸前で急停車した。そんなにも無我夢中になっている自分自身に慄きながらも、フランクに会うため再度車を発進させようとするが、そのままエンジンがかからなくなってしまった。立ち往生して焦るモリーは、降りしきる雨の中で茫然とする。
またクリスマス・イヴの日がやって来た。家の売却のことでニューヨークに戻ったフランクは、去年と同じマンハッタンのレストランで友人エドと待ち合わせをし、エドが6月に愛人と結婚することを知らされた。エドとの食事を終えたフランクは、渋滞のタクシーの中であのリゾーリ書店をふと見つめると、そこでタクシーを降りて書店に入っていった。その思い出の書店にモリーもまた訪れていた。モリーは心の奥底で会いたいと願っていたフランクの横顔をそこで見つけた。フランクが何かの気配に気づき振り向くと、恋しいモリーの姿がそこにあった。2人は驚きながら微笑み、軽い挨拶を交わし近況を報告し合ったが、それぞれ妻や夫と別居状態であることは言わなかった。そして2人は何事もなかったかのように「お元気で」と挨拶をして書店を出ていき、それぞれ違う方向に歩いていった。
しばらく歩き進んでいたフランクは突然、モリーが向かう駅の方向に引き返し、急いでモリーが乗車したであろう列車に向かっていた。フランクにはもう、モリーの姿を探すことしか頭になかった。なつかしいリゾーリ書店で偶然またフランクと会い、大人として振る舞った一抹の寂しさを感じながら、込み合う列車の窓際に立っていたモリーは、ふと向うの車両の出口からこちらに向かってくるフランクの顔を見つけた。フランクも遠くモリーだけを見つめ、乗客を掻き分けながら彼女を目指しどんどん近づいてきた。顔を見合わせお互いじっと見つめ合う2人にはもう言葉はいらなかった。モリーの目前に来たフランクは彼女の頬を静かに抱き寄せキスをし、モリーもそれに応え幸せそうにフランクを見つめた。

## キャスト
カッコ内は日本語吹替（フジテレビ『ゴールデン洋画劇場』1987年12月19日放送）
- フランク・ラフティス: ロバート・デ・ニーロ（大和田伸也） - 建築技師。
- モリー・ギルモア: メリル・ストリープ（日色ともゑ） - グラフィック・アーティスト。
- エド・ラスキー: ハーヴェイ・カイテル（筈見純）
- アン・ラフティス: ジェーン・カツマレク（神保共子） - フランクの妻。
- ジョン・トレイナー: ジョージ・マーティン - モリーの父。重病。
- ブライアン・ギルモア: デヴィッド・クレノン（小川真司） - モリーの夫。成功した医師。
- イザベル: ダイアン・ウィースト（北島マヤ）
- ヴィクター・ローリンズ: ヴィクター・アルゴ
- マイク・ラフティス: ウィリー・アール - フランクの息子。
- ジョー・ラフティス: ジェシー・ブラッドフォード - フランクの息子。

※日本語吹替は上記の他、1985年に公開されたJAL機内上映版が存在する。

## 作品の評価

### 後の作品への影響
本作が日本で公開された1985年には、本作へのオマージュであるTBSドラマ『金曜日の妻たちへIII 恋におちて』が放送（8月30日 - 12月6日）され、高視聴率を獲得した。本作の映像も挿入され通勤電車のシーンが新幹線で再現されたりしている。
ドラマの主題歌『恋におちて -Fall in love-』（8月31日リリース）も大ヒットした。
2009年の映画『シャンボンの背中』は本作のフランス版とも称されている。